# Eric Lembembe
Eric Ohena Lembembe (nascut el 1980 i mort a Yaoundé el juliol de 2013) va ser un activista de drets humans camerunès, col·laborador habitual de l'ONG Human Rights Watch i actiu en defensa dels drets LGBT.
Va ser assassinat el juliol de 2013 a Yaoundé, després de patir tortures, provocant indignació i preocupació per part de la població i la comunitat internacional.
Aquest assassinat revifa el debat en el sistema legal Ccamerunès i la possible complaença de la policia cap als crims per homofòbia denunciats pels seus advocats, Michel Togue i Alice Nkom. El silenci del president Paul Biya sobre el crim també fou força criticat.